# Terapon theraps
Terapon theraps е вид бодлоперка от семейство Terapontidae. Видът не е застрашен от изчезване.

## Разпространение и местообитание
Разпространен е в Австралия (Западна Австралия, Куинсланд и Северна територия), Бангладеш, Бахрейн, Виетнам, Джибути, Еритрея, Етиопия, Йемен, Индия (Андамански острови, Андхра Прадеш, Гуджарат, Западна Бенгалия, Карнатака, Керала, Махаращра, Ориса и Тамил Наду), Индонезия, Камбоджа, Катар, Кения, Мадагаскар, Малайзия, Мианмар, Нова Каледония, Обединени арабски емирства, Оман, Папуа Нова Гвинея, Саудитска Арабия, Сейшели, Сингапур, Сомалия и Тайланд.
Обитава крайбрежията на сладководни и полусолени басейни, морета, заливи, рифове и реки.

## Описание
На дължина достигат до 30 cm.